# Gschwendt (Ascha)
Gschwendt ist ein Gemeindeteil von Ascha und eine Gemarkung im niederbayerischen Landkreis Straubing-Bogen.
Das Kirchdorf liegt im Tal der Kinsach. Auf der Kreisstraße SR 68 durch den Ort war bis in die Mitte der 1990er Jahre die Trasse der Bundesstraße 20.
Die Gemarkung mit den Orten Gschwendt, Pielhof und Weingraben bildet den Südosten des Gemeindegebiets von Ascha.

## Geschichte
Die ehemalige Gemeinde Gschwendt umfasste den Hauptort Gschwendt sowie Pielhof und Weingraben. Sie wurde zum Stichtag 1. Januar 1946 durch die amerikanische Militärregierung aufgelöst und der Gemeinde Ascha zugeschlagen. Die Gemarkung der Gemeinde umfasste 337,31 Hektar.

### Einwohnerentwicklung
| Jahr                         | 1838 | 1840 | 1861 | 1867 | 1871 | 1885 | 1900 | 1925 | 1939 | 1950 | 1961 | 1970 | 1987 |
| ---------------------------- | ---- | ---- | ---- | ---- | ---- | ---- | ---- | ---- | ---- | ---- | ---- | ---- | ---- |
| Einwohner Gemeinde Gschwendt | 188  | 134  | 144  | 151  | 145  | 136  | 124  | 146  | 115  |      |      |      |      |
| Einwohner Dorf Gschwendt     | 179  |      | 133  |      | 127  | 122  | 110  | 130  |      | 139  | 122  | 124  | 129  |

### Geplante Mülldeponie
Bekannt wurde der Ort durch den Widerstand gegen die Planungen einer Mülldeponie im Spitalwald. 1987 begann der Zweckverband Abfallentsorgung Straubing Stadt und Land die Planung einer Großdeponie in einem Waldgebiet westlich von Gschwendt. Es kam zu massiven Protesten und zum gerichtlichen Verbot der Abholzung vor Genehmigung der Deponie. Im Jahr 1997 wurden die Planungen endgültig aufgegeben und auch keine Deponie an einem anderen Standort errichtet, da es inzwischen durch Abfalltrennung und Recycling keinen Bedarf mehr dafür gab.

## Baudenkmäler
Siehe: Liste der Baudenkmäler in Gschwendt